# Cewnik Nelatona

Cewniki urologiczne:
A – cewnik Nelatona, B – cewnik Couvelaire'a, C – cewnik Tiemanna, D – cewnik Malecota, E – cewnik Pezzera, F – cewnik Foleya
1 – port i kanał odprowadzania moczu, 2 – port i kanał balonu

Cewnik Nelatona – jeden z typów cewnika urologicznego z miękkiego elastycznego materiału, zakończonego półkoliście, z jednym lub z dwoma bocznymi otworami na końcu. Cewnik używany do cewnikowania kobiet i mężczyzn. Może być stosowany do jednorazowego usunięcia moczu z pęcherza moczowego lub może być utrzymywany w pęcherzu przez kilka dni, ale wówczas należy go przymocować do skóry. Jest jednym z najczęściej używanych cewników do cewnikowania przezcewkowego, jak i nadłonowego.